# Чатеж-об-Саві
Чатеж-об-Саві (словен. Čatež ob Savi) — поселення в общині Брежиці, Споднєпосавський регіон, Словенія. Висота над рівнем моря: 170,2 м.

## Історія
У листопаді 2021 року в Чатежі-об-Саві проходив чемпіонат Європи із шахів. Україна зайняла перше місце.